# سارا اونز
سارا لین اِوِنز (به انگلیسی: Sara Lynn Evans) (زاده ۵ فوریهٔ ۱۹۷۱) خواننده آمریکایی سبک کانتری است. او نخستین آلبوم استودیویی خود را در سال ۱۹۹۷ منتشر کرد. اونز تاکنون برنده جوایزی از جمله آکادمی موسیقی کانتری و انجمن موسیقی کانتری شده است.